# Mikropory
Mikropory – według IUPAC pory w ciele stałym o charakterystycznym wymiarze poprzecznym (średnica) w zakresie poniżej 2 nm. Ze względu na mały rozmiar rzędu nie więcej niż kilku średnic cząsteczkowych, adsorpcja w mikroporach jest zawsze bardzo silna, o ile cząsteczka nie jest zbyt duża aby wejść do poru (efekt sitowy). Pory większe niż mikropory to mezopory oraz makropory.
Mikropory bada się metodami adsorpcyjnymi oraz rentgenowskimi.
Adsorpcję w mikroporach opisuje teoria objętościowego zapełniania mikroporów (TOZM), a podstawowym równaniem izotermy jest izoterma Dubinina-Raduszkiewicza.
Silne właściwości adsorpcyjne mikroporów wykorzystywane są praktycznie w powszechnie używanych i tanich adsorbentach – węglach aktywnych, czy zeolitach. Efekt sitowy wykorzystywany jest np. do osuszania rozpuszczalników organicznych.